# Javorova
Javorova (cyr. Јаворова) – wieś w Czarnogórze, w gminie Petnjica. W 2011 roku liczyła 99 mieszkańców.